# Plesiorycteropus
Plesiorycteropus ist eine ausgestorbene Säugetiergattung, die auf Madagaskar lebte und erst im späten Holozän ausgestorben ist. Fossile Reste der Tiere sind an rund einem Dutzend Fundstellen im zentralen und westlichen Teil der Insel entdeckt worden. Es handelt sich um kleinere Tiere, die ihrem Skelettbau zufolge eine grabende, möglicherweise auch eine baumkletternde Lebensweise verfolgten und sich wahrscheinlich von Wirbellosen ernährten. Ursprünglich wurde eine nähere Beziehung von Plesiorycteropus zum Erdferkel angenommen, worauf sich auch der teilweise verwendete deutsche Trivialname Madagassische Erdferkel bezieht. Spätere Untersuchungen ließen eine Stellung in einer eigenen Familie, Plesiorycteropodidae, und einer eigenen Ordnung, Bibymalagasia, mit eher unklaren Verwandtschaftsverhältnissen vermuten. Neuere genetische Untersuchungen dagegen ergaben eine nähere Beziehung zu den Tenrekartigen. Die Gattung wurde im Jahr 1895 wissenschaftlich eingeführt. Sie umfasst zwei bekannte Arten, P. madagascariensis und P. germainepetterae.

## Merkmale

### Schädelmerkmale
Plesiorycteropus war deutlich kleiner als ein Erdferkel und deutlich größer als die Tenreks, es erreichte ein Gewicht von 6 bis 18 kg. Das vollständige Skelett ist nicht überliefert, ebenso fehlt vom Schädel die vordere Schnauzenpartie sowie das Gebiss. Erhaltene Schädel wiesen Längen von 6,6 bis 7,7 cm zwischen dem Stirnbein und dem Hinterhauptsbein auf, die mögliche Gesamtlänge dürfte bei rund 10 cm gelegen haben. Die Breite des Hirnschädels variierte von 3,6 bis 3,8 cm. In der Aufsicht engte er sich im Bereich der Augen auf 2,5 bis 2,8 cm ein, erweiterte sich dann wieder in der Nasenregion. Aufgrund des vorhandenen rostralen Schädelbereiches kann von einer konischen, strumpf endenden Schnauze ausgegangen werden. Anzeichen für die stumpfe Schnauze finden sich in den Nasenbeinen, die sich untypisch für Höhere Säugetiere nach vorn erweiterten. Auffallend ist auch die verknöcherte Nasenscheidewand. Der Jochbogen bildete keinen geschlossenen Bogen, er bestand aus einem robusten vorderen Bogenansatz und einem grazileren hinteren. Der hintere Schädelteil zeigte deutliche Rundungen und wies keine besonderen Knochenmarken auf, Temporallinien waren schwach ausgebildet und lagen relativ niedrig ohne sich in der Mitte zu treffen. Hervorzuheben ist außerdem, dass das Scheitelbein länger als das Stirnbein war. Das Hinterhauptsbein zeigte sich stark gewinkelt und bildete einen flachen, nahezu senkrechten Schädelabschluss, die Gelenkansätze für die Halswirbelsäule verfügte über zwei deutlich getrennte Gelenkflächen. An der Schädelbasis bestand die Verbindung zum Unterkiefer aus einer nur flachen Gelenkgrube, die sich nahe dem hinteren Jochbogenansatz etwa auf Höhe des Gaumenbeins befand. Da sowohl der Unter- als auch der Oberkiefer nicht überliefert sind, ist unklar, ob die Tiere über Zähne verfügten.

### Skelettmerkmale
Die Anzahl der Wirbel vor allem im Bereich des Rumpfes ist unbekannt, sicheren Annahmen zufolge bestand die Wirbelsäule aus sieben Hals-, fünf oder sechs Lenden- und sieben Kreuzbeinwirbeln. Außerdem liegen fünf artikulierte Wirbel der vorderen Schwanzwirbelsäule vor. Ihre nur geringe Größenabnahme gibt an, dass der Schwanz relativ lang gewesen sein muss. Die Schwanzwirbel hatten massive Querfortsätze, die einem sehr kräftigen Schwanz annehmen lassen. Die Gliedmaßen waren allgemein kräftig und zeichneten sich durch zahlreiche Muskelmarken aus. Der Oberarmknochen wurde 7,1 bis 7,6 cm lang und verfügte über eine etwas gestreckten Gelenkkopf. An der Schaftseite bestand eine massive deltopectorale Leiste, die etwa in der Schaftmitte noch einmal deutlich seitlich hervortrat. Das untere Gelenkende (Ellenbogengelenk) weitete sich auffallend, wobei ein größerer Anteil auf die beiden Epicondylen fiel. Die Elle zeigte einen stark verlängerten und kräftigen oberen Gelenkfortsatz (Olecranon), der bezogen auf die Gesamtlänge des Knochens von 8,2 cm rund 3 cm einnahm. Dagegen verdünnte sich die Elle nach unten merklich. Die Speiche war mit 5,4 bis 5,7 cm relativ kurz, aber robust gebaut mit einem einfachen, radialen Kopf und einem seitlich gepressten Schaft. Der Oberschenkelknochen ist von allen Langknochen am besten überliefert. Er weist eine Länge von 11 bis 12,4 cm auf. Der nahezu halbkugelige Gelenkkopf saß auf einem langen Hals, was einen deutlichen Unterschied zum Erdferkel und zu einigen Tenreks darstellt. Gleiches gilt für die starke Abwinklung des Halses von der Längsachse des Femurs, ebenso wie die hohe Lage des Großen Rollhügels, der den Gelenkkopf deutlich überragte. Vom Großen Rollhügel verlief eine Knochenrippe abwärts, sie mündete etwa auf der Hälfte des Schaftes in den Dritten Rollhügel. Das untere Gelenkende besaß einen asymmetrischen Bau mit einer größeren inneren und einer kleineren äußeren Gelenkrolle. Schien- und Wadenbein waren an beiden Enden miteinander verwachsen, sie erreichten eine Länge von 9,1 bis 9,5 cm. In Seitenansicht besaßen beide einen relativ geraden Verlauf, beim Erdferkel und den Tenreks ist das Wadenbein stärker gedreht. Hervorzuheben ist das Fehlen eines zusätzlichen Knochenfortsatzes an der äußeren Gelenkpfanne des oberen Gelenkendes (Processus falciformis), der beim Erdferkel ausgebildet ist. Das Obere Sprunggelenk wird wie bei zahlreichen, aber nicht allen Afrotherien lediglich durch das Schien- und das Sprungbein gebildet. Das Hand- und Fußskelett ist bis auf das Sprungbein, und einzelne Metapodien und Phalangen kaum bekannt. Die Metapodien waren kurz und breit mit breiten vorderen und schmalen hinteren Gelenkenden und leicht gebogenem Schaft. Bei den Finger- und Zehengliedern waren möglicherweise die ersten kürzer als die mittleren, was beim Erdferkel nicht der Fall ist. Die kurzen Endphalangen besaßen markante seitliche Verschmälerungen, es ist aber unklar, von welchen Strahl sie abstammen.

## Subfossile Funde und Aussterben

Fundstellen mit Plesiorycteropus; rot: P. sp.; grün: P. madagascariensis; blau = P. madagascariensis und P. germainepetterae

Es sind bisher rund ein Dutzend Fundstellen mit Resten von Plesiorycteropus bekannt. Diese konzentrieren sich auf das zentrale, westliche und südliche Madagaskar. Der weitaus überwiegende Teil der Funde stammt dabei aus Sirave und Ampoza im Südwesten und aus Ampasambazimba im mittleren Bereich der Insel. Letztere Fundstelle wurde bereits 1902 entdeckt. Sie ist sehr fossilreich und geht auf einen ehemaligen See zurück. Radiocarbondaten an einem ausgestorbenen Lemuren ergaben ein Alter von rund 1035 Jahren BP. Mit rund 2154 BP deutlich älter ist ein gemessener Wert von Masinandraina bei Antsirabe im zentral-östlichen Madagaskar. Deutlich jüngere Daten lieferten Untersuchungen an der Bat site der Anjohikely-Höhle bei Anjohibe im Nordwesten von Madagaskar. Hier wurde an einem Knochen eines Fledertieres ein Alter von 510 Jahre BP ermittelt. Plesiorycteropus trat hier zusätzlich mit Lemuren und Flusspferden auf. Es könnte allerdings sein, dass einzelne Funde stärker umgelagert wurden. Alle bekannten Fundstellen befinden sich in heute eher trockeneren Gebieten der Insel. Möglicherweise war Plesiorycteropus an schmale Waldgebiete im Umkreis von Feuchtlandschaften wie Sümpfen und Flüssen angepasst.
Die Gründe für das Aussterben sind nicht restlos geklärt. Die Insel Madagaskar wurde erst vor rund 2300 Jahren von Menschen besiedelt. Im Anschluss daran kam es zu einem Massenaussterben von größeren Tieren, von dem unter anderem die madagassischen Flusspferde, mehrere Primatengruppen (wie die Megaladapidae und die Palaeopropithecinae) und die riesigen Elefantenvögel betroffen waren. Meist werden Bejagung, Brandrodungen oder die Einführung von Neozoen als Hauptursache für das Aussterben dieser Tiere angeführt. Möglicherweise haben auch klimatische Veränderungen wie das allmähliche Austrocknen des westlichen Inselteils und dem damit verbundenen Rückgang der Wälder dort den Niedergang der großen Tiere beschleunigt. Die genauen Ursachen bleiben spekulativ. Durch die Entdeckung weiterer, kleinerer Säugetiere wie Microgale macpheei konnte aber aufgezeigt werden, dass nicht nur die Großtierfauna verschwand, sondern auch die Linien kleinere Wirbeltiere vom Aussterben betroffen waren.

## Lebensweise

### Fortbewegung
Plesiorycteropus zeigt eine vielfältige Merkmalskombination. Deutliche Anzeichen an eine grabende Lebensweise heben sich vor allem durch Modifikationen der Vorderbeine hervor. Am Oberarmknochen besteht eine deutliche deltopectorale Leiste als Muskelansatzstelle, ihre Ausprägung am seitlichen Humerusschaft verstärkt durch den hier ansetzenden Deltamuskel die Vorwärtsbewegung des Armes. Des Weiteren ist das untere Gelenk (Ellenbogengelenk) verbreitert, ebenso wie das Olecranon der Elle eine starke Streckung aufweist. Beides spricht für eine ausgesprochen kräftige Unterarm- und Fingermuskulatur. Die eher kleine Gelenkfazette am Kopf der Speiche, die den Knochen mit der Elle verbindet, lässt nur einen geringen Spielraum in der Drehbewegung des Unterarms zu, der etwa bei 20° gelegen haben dürfte. Die Handknochen sind insgesamt kurz und breit gebaut. An den körperfernen Enden der Mittelhandknochen bestehen tiefe Gelenkspalten. Diese verhinderten, dass die dort ansetzenden Fingerglieder bei starker Beanspruchung seitlich ausscherten. Ergänzend dazu sind die Hinterbeine länger als die Vorderbeine. Sie könnten ebenfalls beim Graben eingesetzt worden sein, etwa zum Abstützen oder zum Wegschaufeln des Auswurfs. Markant sind auch die breiten Querfortsätze der ersten Schwanzwirbel, die einen breiten, muskulösen Schwanz rekonstruieren lassen. Einige Skelettmerkmale sprechen dagegen auch für eine kletternde Lebensweise, wobei eingeschränkt gesagt werden muss, dass sowohl die fossoriale als auch die arboreale Fortbewegungsweise ähnlicher körperlicher Voraussetzungen bedarf. Die hohe Lage des Humeruskopfes ermöglichte es Plesiorycteropus die Arme auf Schulterhöhe oder darüber hinaus zu heben, was typisch für kletternde Tiere ist. Ebenso könnte das dünn nach unten auslaufende Ende der Elle für eine derartige Befähigung sprechen. Dagegen scheint aber eine springende Fortbewegung, wie sie teilweise aufgrund des hohen Großen Rollhügels am Oberschenkelknochen postuliert wurde, eher unwahrscheinlich, da die allgemeinen Proportionen der Hintergliedmaßen dies nicht unterstützen. Ungewöhnlich ist auch der sehr lange Femurhals, der so bei anderen grabenden Tieren einschließlich dem Erdferkel nicht vorkommt. Eine weitere Besonderheit findet sich am Sitzbein, speziell an der Ausprägung des Sitzbeinhöckers als dreieckige Plattform ähnlich wie bei einigen Menschenaffen und bei den Gürteltieren, bei letzteren dienten sie zur Aufhängung des knöchernen Panzers. Bei Plesiorycteropus bestanden hier wohl ausgeprägte Hautpolster, die es den Tieren ermöglichten, trotz des dicken Schwanzansatzes eine sitzende Position einzunehmen.

### Ernährungsweise
Da bisher der vordere Schädelteil im Fossilmaterial fehlt, kann über den Gebissaufbau und daraus resultierend über die Ernährungsweise nur wenig ausgesagt werden. Allgemein war die Gesichtsmuskulatur wenig entwickelt, was die kaum vorhandenen Knochenmarken des Schädels und die niedrige Position der Temporalleisten indiziert. Auch findet sich die Schädel-Unerkiefer-Gelenkung relativ niedrig, etwa auf Höhe des Gaumenbeins. Die nur schwache Ausprägung der Glenoidgrube verweist auf eine eher geringe Beißkraft. Alle diese Merkmale sind charakteristisch für Tiere mit einer insektenfresserischen Ernährungsweise, eventuell mit Spezialisierung auf Ameisen. Eine derartige Ernährungsweise geht mit der grabenden und/oder kletternden Fortbewegung einher, so dass die Tiere ihre Nahrung etwa unterirdisch im Erdreich oder auf Bäumen gesucht haben. Eventuell erfolgte die Nahrungsaufnahme opportunistisch, was unter anderem aus der generellen Größe von Plesiorycteropus geschlussfolgert werden kann. Allerdings scheint der Geruchssinn nicht so hoch entwickelt gewesen zu sein wie bei sich vergleichbar ernährenden Tieren, etwa beim Erdferkel, was aus dem vergleichsweise kleineren olfaktorischen Cortex und dem ebenfalls kleineren Riechkolben geschlossen wird. Ob daher auch eine vergleichsweise lange Schnauze wie bei anderen spezialisierten Insektenfressern bestand, ist aufgrund des fehlenden vorderen Schädelteils unklar.

## Systematik
Plesiorycteropus ist eine ausgestorbene Gattung der Höheren Säugetiere, deren genaue systematische Stellung umstritten ist. Molekulargenetische Untersuchungen aus dem Jahr 2013 verweisen die Gattung in eine enge Verwandtschaft mit den Tenrekartigen (Afrosoricida) und innerhalb dieser mit den Tenreks (Tenrecidae). Die Tenrekartigen wiederum gehören zusammen mit anderen originär afrikanischen Tieren wie den Rüsseltieren (Proboscidea), den Schliefern (Hyracoidea), den Seekühen (Sirenia), dem Erdferkel (Tubulidentata) oder den Rüsselspringern (Macroscelidea) zu einer Gemeinschaftsgruppe, die als Afrotheria bezeichnet wird. Die verwandtschaftlichen Beziehungen wurden dabei genetisch ermittelt und basieren nicht auf anatomischen Gemeinsamkeiten. Innerhalb der Afrotheria stehen die Tenrekartigen den Rüsselspringern am nächsten.
Gegenwärtig sind zwei Arten von Plesiorycteropus anerkannt:
- P. madagascariensis Filhol, 1895
- P. germainepetterae MacPhee, 1994

P. madagascariensis wurde im Jahr 1895 zusammen mit der Gattung Plesiorycteropus von Henri Filhol wissenschaftlich erstbeschrieben. Filhol hatte dafür Fossilreste aus Belo sur Mer rund 60 km südlich von Morondava an der Westküste studiert. Diese waren zuvor mit zahlreichen weiteren Knochenfunden von M. Grevé gesammelt und nach Paris geschickt worden. Für seine Erstbeschreibung stellte Filhol nur einen partiellen Schädelfund in einer kurzen Textnotiz vor. Der Schädel selbst zeigt nicht verwachsenen Knochennähte und stellt wohl demnach ein Jungtier dar. Der Gattungsname Plesiorycteropus setzt sich aus dem griechischen Wort πληςιος (plēsios) für „fast“ oder „beinahe“ und der wissenschaftlichen Bezeichnung Orycteropus für das Erdferkel zusammen. Die zweite Art, P. germainepetterae erhielt erst im Jahr 1994 durch Ross D. E. MacPhee ihre Erstbeschreibung. Das Typusmaterial, ebenfalls ein Teilschädel ohne Schnauzenpartie, gehört einem ausgewachsenen Tier an und stammt aus dem zentralen Madagaskar, wahrscheinlich aus Ampasambazimba. MacPhee benannte die Art nach Germaine Petter aus dem Muséum national d’histoire naturelle in Paris. Gegenüber P. madagascariensis ist P. germainepetterae der kleinere Vertreter, sein Hirnschädel ist außerdem kleiner und kugelförmiger und die Einziehung hinter den Augen deutlicher, ebenso zeigt der Knochenkamm am Hinterhauptsbein eine deutliche Eindellung.
Es existieren zwei Synonyme für Plesiorycteropus beziehungsweise P. madagascariensis. Im Jahr 1908 stellte Charles Immanuel Forsyth Major unter Verwendung eines Beckenknochens aus Antsirabe im zentralen Madagaskar die Art Myoryctes rapeta auf. Er war dabei überzeugt. den Rest einer riesigen Ratte vor sich zu haben. Sieben Jahre später bemerkte Oldfield Thomas, dass die Bezeichnung Myoryctes bereits präokkupiert war und vergab den Namen Majoria. Guillaume Grandidier benannte im Jahr 1912 Hypogeomys boulei anhand eines Oberschenkelknochens aus Ampasambazimba und verwies seine neue Art in die Verwandtschaftslinie des Votsotsa. MacPhee erkannte dann 1994, dass das Knochenmaterial beider Arten zu Plesiorycteropus gehört und vereinigte sie miteinander, im Fall von Hypogeomys boulei hatte dies bereits Charles Lamberton knapp fünfzig Jahre zuvor vermutet.

## Forschungsgeschichte – „Madagassische Erdferkel“ oder „Riesentenreks“?
Filhol verglich in seiner Erstbeschreibung den Schädel von Plesiorycteropus mit dem des Erdferkels (Orycteropus) und verwies seine neue Gattung zu den sogenannten Edentata, einer damals angenommenen Verwandtschaftsgruppe von Säugetieren, die sich durch das Fehlen der Zähne oder durch die Ausbildung eines homodonten Gebisses auszeichnete und die heutigen Ameisenbären, Faultiere und Gürteltiere (alle Überordnung Nebengelenktiere), die Schuppentiere (Überordnung Laurasiatheria) und das Erdferkel (Überordnung Afrotheria) beinhaltete. Die Idee wurde fast sechzig Jahre später von Charles Lamberton aufgegriffen. Er hatte selbst in den 1930er und 1940er Jahren mehrere subfossile Fundstellen auf Madagaskar untersucht und dabei auch Reste von Plesiorycteropus entdeckt. Dies ermöglichte ihn 1946 eine umfassende osteologische Arbeit über das bisher bekannte Skelett vorzulegen. Lamberton fand dabei, dass sich im Skelett von Plesiorycteropus Merkmale des Erdferkels, der Schuppentiere und der Ameisenbären widerspiegelten, so dass die Gattung wie eine Chimäre wirkte. Für ihn bestanden aber die größten Ähnlichkeiten mit dem Erdferkel.
In der Folgezeit wurde die nähere Beziehung von Plesiorycteropus zum Erdferkel häufiger diskutiert. Allerdings sah D. G. MacInnes im Jahr 1958 bei seiner Beschreibung von Myorycteropus, einem fossilen Erdferkel aus dem Miozän des östlichen Afrikas, nur wenige Übereinstimmungen mit Plesiorycteropus. Demnach stand letzteres seiner Meinung nach nicht in einem verwandtschaftlichen Verhältnis zum Erdferkel und seinen ausgestorbenen Vorfahren. Dagegen stufte Bryan Patterson in einer Revision des rezenten Erdferkels und seiner fossilen Vorläufer aus dem Jahr 1975 Plesiorycteropus als nahen Verwandten des Erdferkels ein und verwies es in die gleiche Ordnung, die Röhrenzähner (Tubulidentata). Die von Lamberton ausgewiesenen Übereinstimmungen mit den Schuppentieren und den Ameisenbären erkannte Patterson als konvergente Merkmale, die keine nähere Verwandtschaft ausdrückten. Um die enge Beziehung mit dem Erdferkel zu unterstreichen, richtete er innerhalb der Röhrenzähner die Unterfamilie Plesiorycteropodinae ein. Diese enthielt nur Plesiorycteropus, während die Orycteropodinae, die zweite Unterfamilie der Ordnung, das heutige Erdferkel sowie die afrikanischen und eurasischen Fossilformen einschlossen. Untersuchungen des Hirnschädels und des Gehirns bestätigten 1985 vorerst die enge Beziehung von Plesiorycteropus mit dem Erdferkel.
Ross D. E. MacPhee nahm im Jahr 1994 die bis dahin ausgiebigsten Untersuchungen der erhaltenen Skelettfunde vor. Er kam dabei zu dem Schluss, dass Plesiorycteropus aufgrund seiner grabenden Lebensweise nur scheinbar dem Erdferkel ähnlich sei. Wie in Bezug auf die Schuppentiere und Ameisenbären zuvor lassen sich derartige Merkmale auch bei zahlreichen anderen Säugetieren mit einer unterirdischen Fortbewegung finden, sie stellen somit gleichfalls konvergente Entwicklung dar. Dagegen zeigen sich im weiteren Skelett zahlreiche Unterschiede zum Erdferkel. Hierzu gehört unter anderem die Ausbildung kleiner Kanälchen an den Wirbeln bei Plesiorycteropus. Daher stellte MacPhee die Gattung in eine neue Säugetier-Ordnung, die er Bibymalagasia nannte (was wörtlich „Tiere von Madagaskar“ bedeutet). Allerdings betonte MacPhee, dass das vollständige Skelett von Plesiorycteropus bisher nicht bekannt ist, die Rekonstruktion der genauen Verwandtschaftsverhältnisse bleibt damit schwierig. Nach Untersuchungen des Innenohrs mit der Hörschnecke und den Bogengängen weicht Plesiorycteropus von anderen Afrotheria ab, was die Stellung innerhalb einer eigenen Ordnung befürworten würde.
Alle vorangegangenen Untersuchungen basierten auf einem anatomischen Vergleich des Skeletts von Plesiorycteropus mit anderen, ähnlichen Säugetieren. Die im Jahr 2013 veröffentlichten molekulargenetischen Untersuchungen an den bekannten Funden von Plesiorycteropus erbrachten eine nähere Beziehung mit den Tenrekartigen. Plesiorycteropus wurde daher in diese Ordnung eingegliedert und die Ordnung der Bibymalagasia aufgelöst. In Bezug auf die Größe der Tiere gelten die Vertreter von Plesiorycteropus nun als riesenhafte Verwandte der Tenreks (giant tenrecs). Da die Tenreks sich mit bodenbewohnenden, grabenden, baumkletternden und semi-aquatischen Formen an die unterschiedlichsten Lebensräume Madagaskars angepasst haben, scheint es plausibel, die vielfältige skelettanatomische Merkmalsmischung aus grabenden und kletternden Eigenschaften des wesentlich größeren Plesiorycteropus auf dieses Verwandtschaftsverhältnis zurückzuführen.